# Hứa Văn Tấn
Hứa Văn Tấn (1966–2010) là một Anh hùng Lực lượng vũ trang nhân dân, sĩ quan cao cấp của lực lượng Công an nhân dân Việt Nam, cấp bậc Thượng tá.

## Cuộc đời
Thượng tá Hứa Văn Tấn sinh năm 1966, xuất thân trong một gia đình thuần nông ở xã Đại An, huyện Văn Quan, tỉnh Lạng Sơn. Gia đình ông có bảy anh em, mồ côi cha từ nhỏ.
Tháng 2 năm 1988, ở tuổi 21 tuổi, Hứa Văn Tấn hoàn thành chương trình học ở Trường sơ cấp Công an nhân dân tỉnh Lạng Sơn, chính thức gia nhập lực lượng Công an nhân dân tỉnh Lạng Sơn. Năm 2010, ông đã có gần 10 năm công tác ở đội Cảnh sát điều tra tội phạm về ma túy, Công an tỉnh Lạng Sơn, hàm Trung tá. Tháng 5 năm 2010, ông chuyển sang công tác ở đội Cảnh sát điều tra tội phạm về trật tự xã hội, Công an thành phố Lạng Sơn.
Tháng 8 năm 2010, Trung tá Hứa Văn Tấn tham gia Ban chuyên án 910M, điều tra về đường dây buôn bán ma túy do Đào Thị Minh Huệ (hay Đào Thị Huệ, Đào Minh Huệ) cầm đầu. Sau một thời gian điều tra, đến tháng 9, công an xác định được hai đối tượng Trần Đức Nghĩa và Lê Văn Sơn (Sơn "trọc") sẽ tiến hành tập kết một lượng lớn ma túy tại nhà đối tượng Huệ. 11h trưa ngày 25 tháng 9, Công an thành phố Lạng Sơn bất ngờ tấn công vào nhà đối tượng Huệ ở xã Minh Sơn, huyện Hữu Lũng. Các đối tượng dùng vũ khí nóng chống trả quyết liệt. Trung úy Đinh Ngọc Hòa và Trung tá Hứa Văn Tấn bị đối tượng Sơn bắn trọng thương. 15h30, cuộc tấn công kết thúc, đối tượng Sơn tự sát còn đối tượng Nghĩa bị bắt. Công an thu giữ 5 bánh heroin, 1 quả lựu đạn, 2 khẩu súng. Vào lúc 13 giờ cùng ngày, Trung tá Hứa Văn Tấn hy sinh ở bệnh viện. 
Ngày 26 tháng 5, Bộ trưởng Bộ Công an Đại tướng Lê Hồng Anh đã quyết định thăng cấp trước niên hạn cho Trung tá Hứa Văn Tấn lên cấp bậc Thượng tá Công an nhân dân Việt Nam. Ngày 27 tháng 9, công an tỉnh Lạng Sơn đã tổ chức lễ truy điệu và phát động phong trào học tập tấm gương của Thượng tá Hứa Văn Tấn.
Ngày 23 tháng 11 năm 2011, Chủ tịch nước Nguyễn Minh Triết ký Quyết định số 2184/QĐ-CTN truy tặng danh hiệu Anh hùng Lực lượng vũ trang nhân dân cho liệt sĩ Hứa Văn Tấn.

## Gia đình
Thượng tá, Anh hùng Lực lượng vũ trang nhân dân Hứa Văn Tấn có vợ là Nguyễn Thị Tiếp. Hai người có hai người con, một trai một gái. Gia đình sinh sống trong một căn nhà cấp 4. Con trai ông là Hứa Thành Nam là sinh viên Trường Cao đẳng An ninh nhân dân 1.